# Girls Like
Girls Like is een single van de Britse rapper Tinie Tempah samen met de Zweedse zangeres Zara Larsson. De single kwam uit als muziekdownload in Engeland op 26 februari 2016 als de tweede single van zijn opkomende derde studioalbum.

## Achtergrondinformatie
De single kwam binnen in de Engelse hitlijsten op plek nummer 15, maar piekte later op de vijfde plek. In Nederland en Schotland behaalde het nummer een plek binnen de top-10.

## Videoclip
De bijhorende videoclip verscheen op 17 maart 2016.

## Tracklijst
| Nr. | Titel      | Duur |
| --- | ---------- | ---- |
| 1.  | Girls Like | 3:16 |

## Hitnoteringen

### Nederlandse Top 40
| Positie: | 31 | 25 | 17 | 10 | 10 | 13 | 14 | 15 | 15 | 17 | 21 | 24 | 26 | 28 | 37 | 39 | uit |

### NederlandseSingle Top 100
| Hitnotering: 02-04-2016 t/m 10-09-2016 | Hitnotering: 02-04-2016 t/m 10-09-2016 | Hitnotering: 02-04-2016 t/m 10-09-2016 | Hitnotering: 02-04-2016 t/m 10-09-2016 | Hitnotering: 02-04-2016 t/m 10-09-2016 | Hitnotering: 02-04-2016 t/m 10-09-2016 | Hitnotering: 02-04-2016 t/m 10-09-2016 | Hitnotering: 02-04-2016 t/m 10-09-2016 | Hitnotering: 02-04-2016 t/m 10-09-2016 | Hitnotering: 02-04-2016 t/m 10-09-2016 | Hitnotering: 02-04-2016 t/m 10-09-2016 | Hitnotering: 02-04-2016 t/m 10-09-2016 | Hitnotering: 02-04-2016 t/m 10-09-2016 | Hitnotering: 02-04-2016 t/m 10-09-2016 |
| Week:                                  | 1                                      | 2                                      | 3                                      | 4                                      | 5                                      | 6                                      | 7                                      | 8                                      | 9                                      | 10                                     | 11                                     | 12                                     | 13                                     |
| -------------------------------------- | -------------------------------------- | -------------------------------------- | -------------------------------------- | -------------------------------------- | -------------------------------------- | -------------------------------------- | -------------------------------------- | -------------------------------------- | -------------------------------------- | -------------------------------------- | -------------------------------------- | -------------------------------------- | -------------------------------------- |
| Positie:                               | 68                                     | 36                                     | 20                                     | 14                                     | 10                                     | 11                                     | 9                                      | 13                                     | 14                                     | 17                                     | 19                                     | 20                                     | 22                                     |
| Week:                                  | 14                                     | 15                                     | 16                                     | 17                                     | 18                                     | 19                                     | 20                                     | 21                                     | 22                                     | 23                                     | 24                                     |                                        |                                        |
| Positie:                               | 25                                     | 25                                     | 27                                     | 38                                     | 47                                     | 56                                     | 62                                     | 67                                     | 59                                     | 60                                     | 84                                     | uit                                    |                                        |

### NederlandseMega Top 50
| Hitnotering: 02-04-2016 t/m 23-07-2016 | Hitnotering: 02-04-2016 t/m 23-07-2016 | Hitnotering: 02-04-2016 t/m 23-07-2016 | Hitnotering: 02-04-2016 t/m 23-07-2016 | Hitnotering: 02-04-2016 t/m 23-07-2016 | Hitnotering: 02-04-2016 t/m 23-07-2016 | Hitnotering: 02-04-2016 t/m 23-07-2016 | Hitnotering: 02-04-2016 t/m 23-07-2016 | Hitnotering: 02-04-2016 t/m 23-07-2016 | Hitnotering: 02-04-2016 t/m 23-07-2016 | Hitnotering: 02-04-2016 t/m 23-07-2016 | Hitnotering: 02-04-2016 t/m 23-07-2016 | Hitnotering: 02-04-2016 t/m 23-07-2016 | Hitnotering: 02-04-2016 t/m 23-07-2016 | Hitnotering: 02-04-2016 t/m 23-07-2016 | Hitnotering: 02-04-2016 t/m 23-07-2016 | Hitnotering: 02-04-2016 t/m 23-07-2016 | Hitnotering: 02-04-2016 t/m 23-07-2016 | Hitnotering: 02-04-2016 t/m 23-07-2016 |
| Week:                                  | 1                                      | 2                                      | 3                                      | 4                                      | 5                                      | 6                                      | 7                                      | 8                                      | 9                                      | 10                                     | 11                                     | 12                                     | 13                                     | 14                                     | 15                                     | 16                                     | 17                                     |                                        |
| -------------------------------------- | -------------------------------------- | -------------------------------------- | -------------------------------------- | -------------------------------------- | -------------------------------------- | -------------------------------------- | -------------------------------------- | -------------------------------------- | -------------------------------------- | -------------------------------------- | -------------------------------------- | -------------------------------------- | -------------------------------------- | -------------------------------------- | -------------------------------------- | -------------------------------------- | -------------------------------------- | -------------------------------------- |
| Positie:                               | 41                                     | 24                                     | 16                                     | 12                                     | 9                                      | 9                                      | 12                                     | 13                                     | 13                                     | 16                                     | 33                                     | 33                                     | 34                                     | 36                                     | 40                                     | 44                                     | 44                                     | uit                                    |

## Releasedata
| Land                | Releasedatum     | Formaat        | Label      |
| ------------------- | ---------------- | -------------- | ---------- |
| Ierland             | 26 februari 2016 | Muziekdownload | Parlophone |
| Verenigd Koninkrijk | 26 februari 2016 | Muziekdownload | Parlophone |